# 羅阿諾克鎮區 (北卡羅萊納州北安普頓縣)
羅阿諾克鎮區（英語：Roanoke Township）是位於美國北卡羅萊納州北安普頓縣的一個鎮區。

## 地方資料
羅阿諾克鎮區的面積為187.51平方千米，皆為陸地。根據2020年美國人口普查的數據，當地共有人口1258人，而人口密度為每平方千米6.71人。